# Iseomeer
Het Iseomeer of Meer van Iseo, oftewel Lago d'Iseo of Sebino, is een meer in de Noord-Italiaanse provincies Brescia en Bergamo. De huidige naam ontleent het aan de stad Iseo. In de Romeinse tijd had het de naam Sebinus Lacus. In het meer liggen enkele eilanden. Monte Isola is het grootste (4,5 km²) in een meer gelegen eiland van Italië. De twee andere, veel kleinere, eilanden heten Isola di Loreto en Isola San Pietro. Het meer wordt voornamelijk gevoed door de rivier de Oglio uit de noordelijker gelegen Valle Camonica.
De belangrijkste plaatsen aan de Bresciaanse zijde zijn Iseo, Marone en Pisogne. Aan de dunnerbevolkte Bergamasker zijde: Sarnico, Tavernola Bergamasca en Lovere.

## Beschrijving
Het meer wordt gevoed door de Oglio. Deze stroomt bij Lovere het meer in en bij Sarnico stroomt de Oglio verder door de Povlakte. Het heeft een oppervlakte van ongeveer 60 km². Het diepste punt ligt circa 250 meter onder de waterspiegel.
Flotta Navigazione Lago d'Iseo onderhoudt bootdiensten tussen veel plaatsen gelegen aan het meer.

## Economie
Zomertoerisme is zeer belangrijk, Sarnico en Iseo trekken ook 's winters publiek. Ten zuiden van het Iseomeer ligt de heuvelachtige streek Franciacorta, een belangrijk wijnbouwgebied. De mousserende witte wijnen zijn van topklasse (Ca' del Bosco, Berlucchi). Te Lovere staat de belangrijke machinefabriek Lucchini. Buiten Sarnico ligt de wereldberoemde jachtwerf Riva, waar luxe motorjachten en speedboten worden gebouwd. Rond Iseo is metaal- en houtindustrie aanwezig. De lokale spoorlijn Brescia-Iseo-Edolo is een belangrijke werkgever.

## Bezienswaardigheden
- De natuurlijke steenpiramiden Fate di pietra in de buurt van Zone in het bergland aan de oostzijde.
- Het eiland Monte Isola dat bijna 400 meter boven de meerspiegel uitsteekt (ruim 600 meter boven zeeniveau) is per boot bereikbaar vanaf het vasteland. Op het eiland zijn nauwelijks auto's toegestaan; voor wandelaars en fietsers zijn er diverse routes uitgezet.
- Aan de zuidoever, vlak bij Iseo, het belangrijke natuurgebied 'Le Torbiere', veenmeren en moerassen. Er zijn wandel- en fietsroutes uitgezet.

## Aardverschuiving
In maart 2021 kwam dit meer in het nieuws doordat een stuk berg van ongeveer twee kubieke kilometer nabij het dorpje Tavernola Bergamasca het meer in dreigt te glijden, wat aan de tegenovergelegen kusten van het eiland Monte Isola en bij het dorp Marone in het ergste geval een levensgevaarlijke tsunami van ongeveer 5 meter hoog kan veroorzaken als het plotseling in zijn geheel het meer in zou glijden. Het stuk berg gleed begin maart met een snelheid van 1½-2 cm per dag naar het meer toe, en op de plaats waar de grond instabiel geworden is, werden scheuren in het wegdek zichtbaar waardoor deze wegen afgesloten moesten worden en enkele dorpen onbereikbaar waren geworden. Een vermoedelijke oorzaak van de verzakking is de cementfabriek ItalSacci die al decennia lang grond afgraaft.

## Galerij

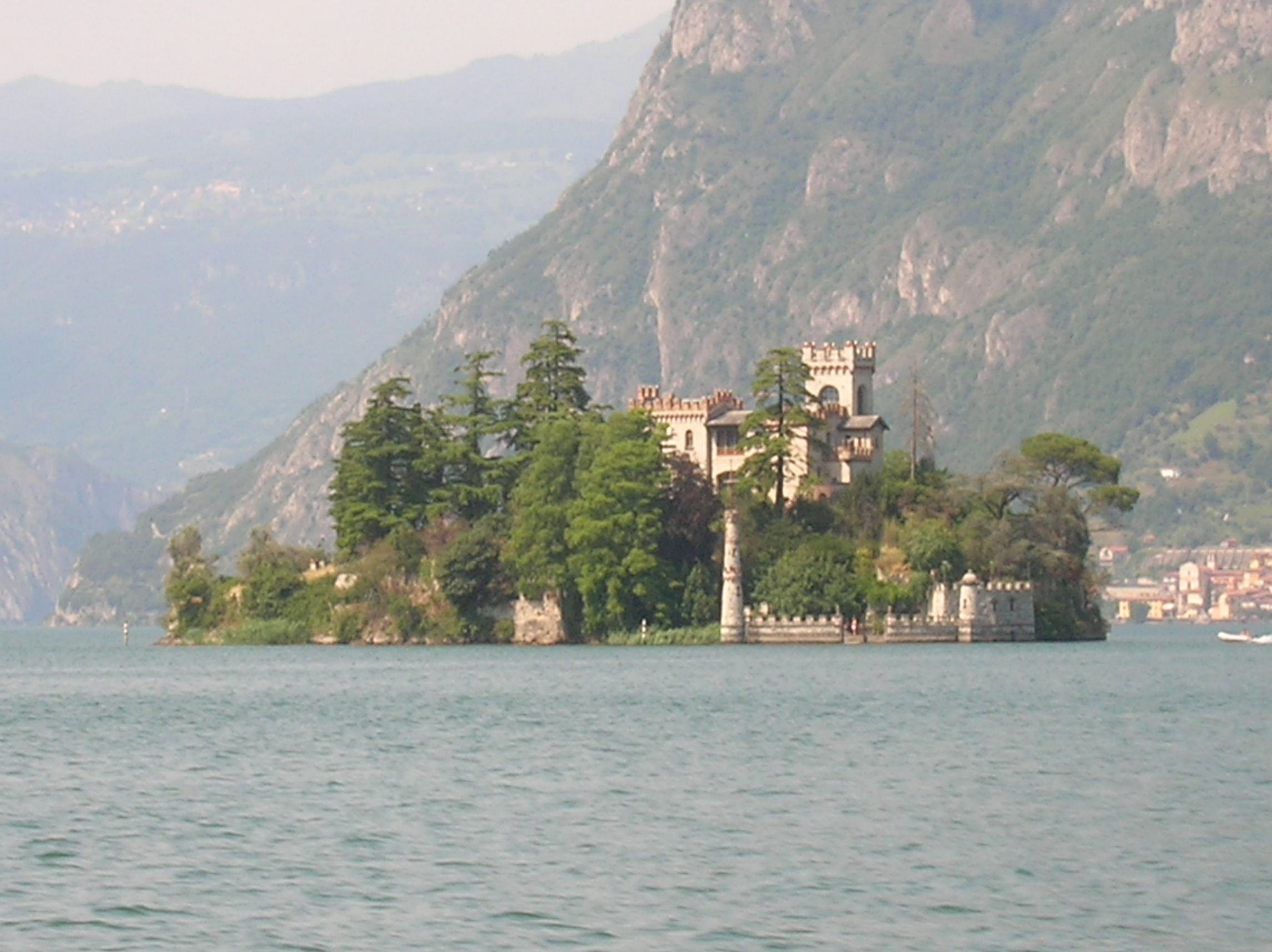
Kasteel Isola di Loreto in het Iseomeer
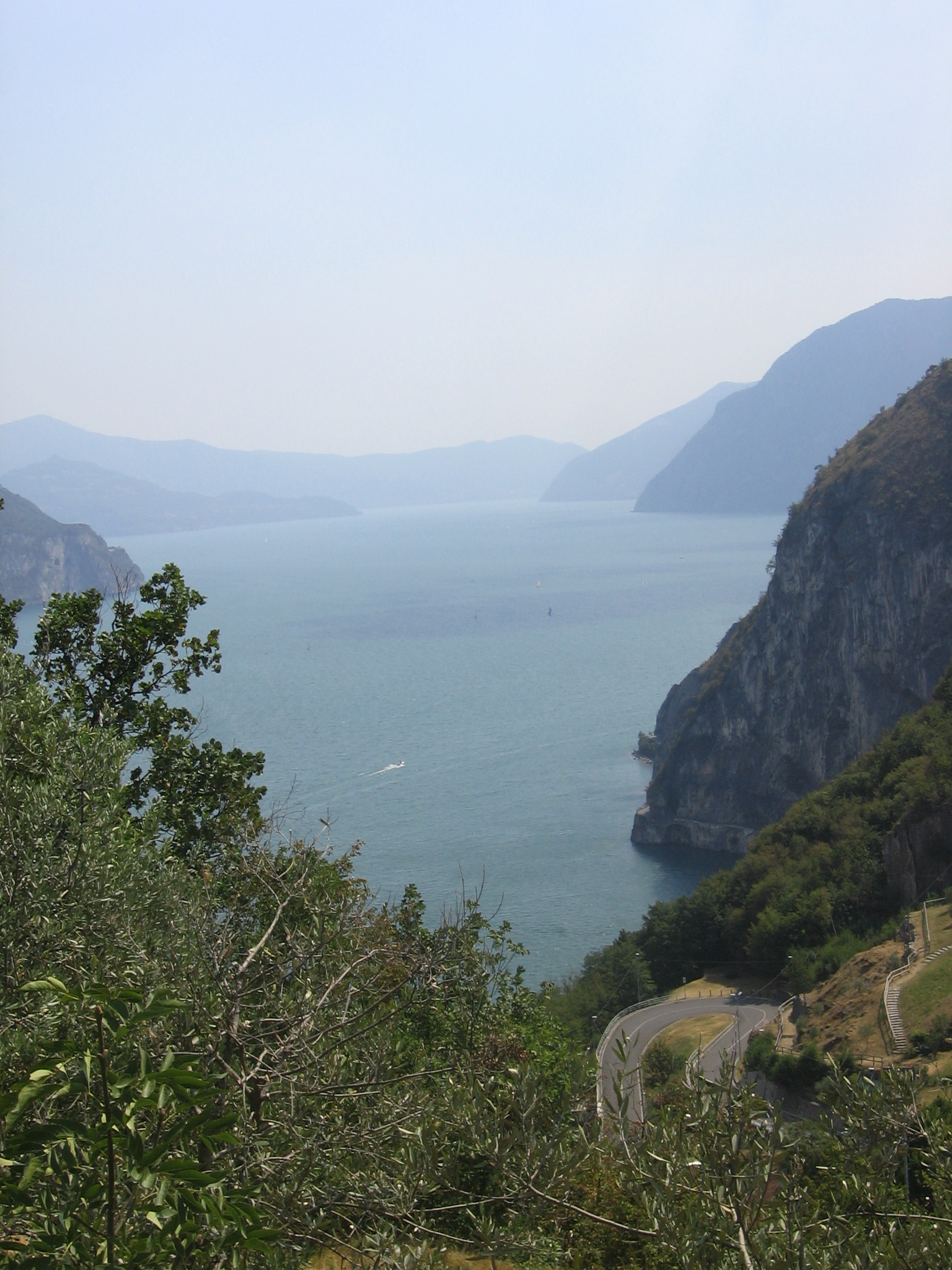
Uitzicht over Castro en het Iseomeer
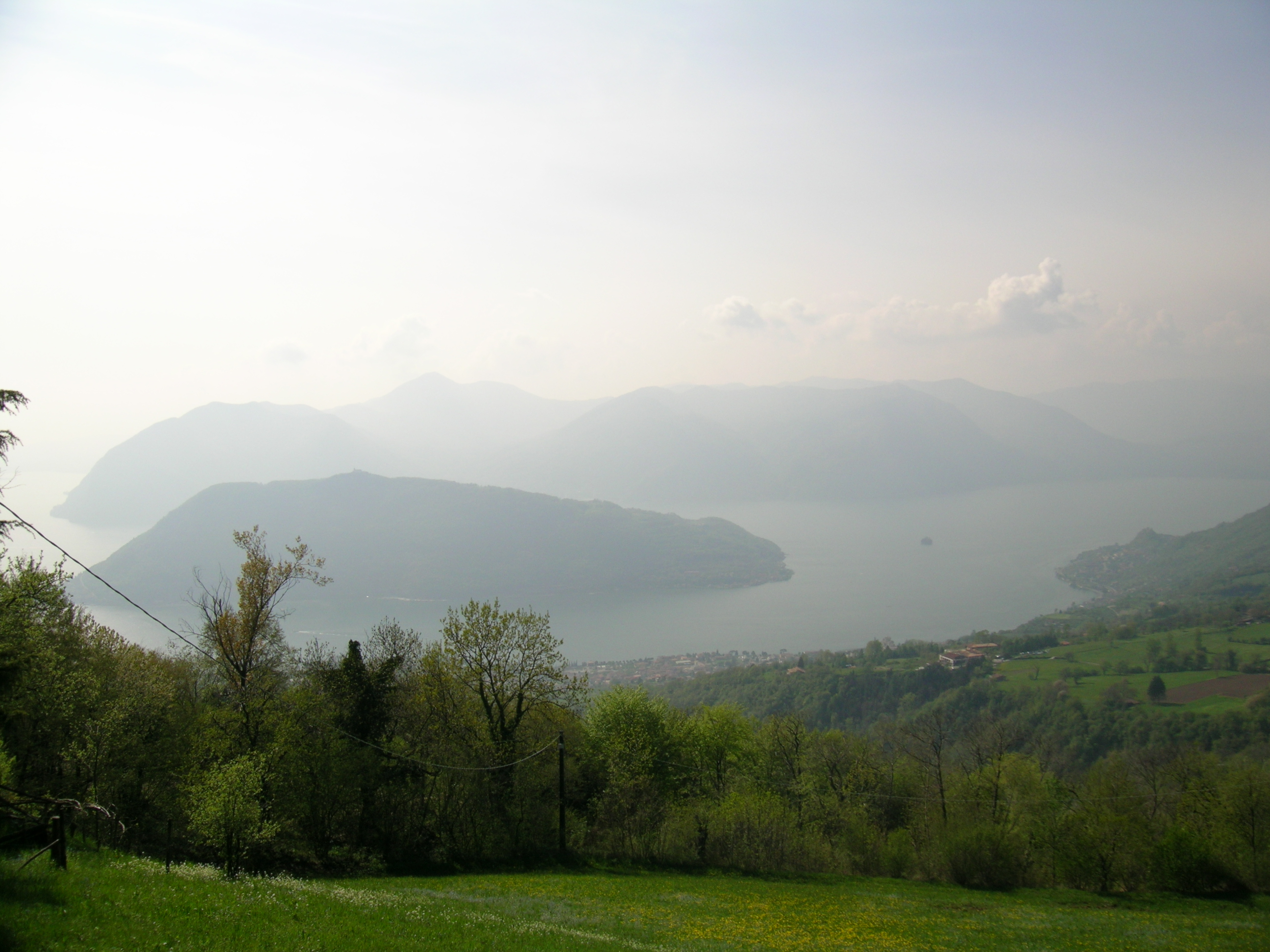
Het Iseomeer en het Monte Isola-eiland
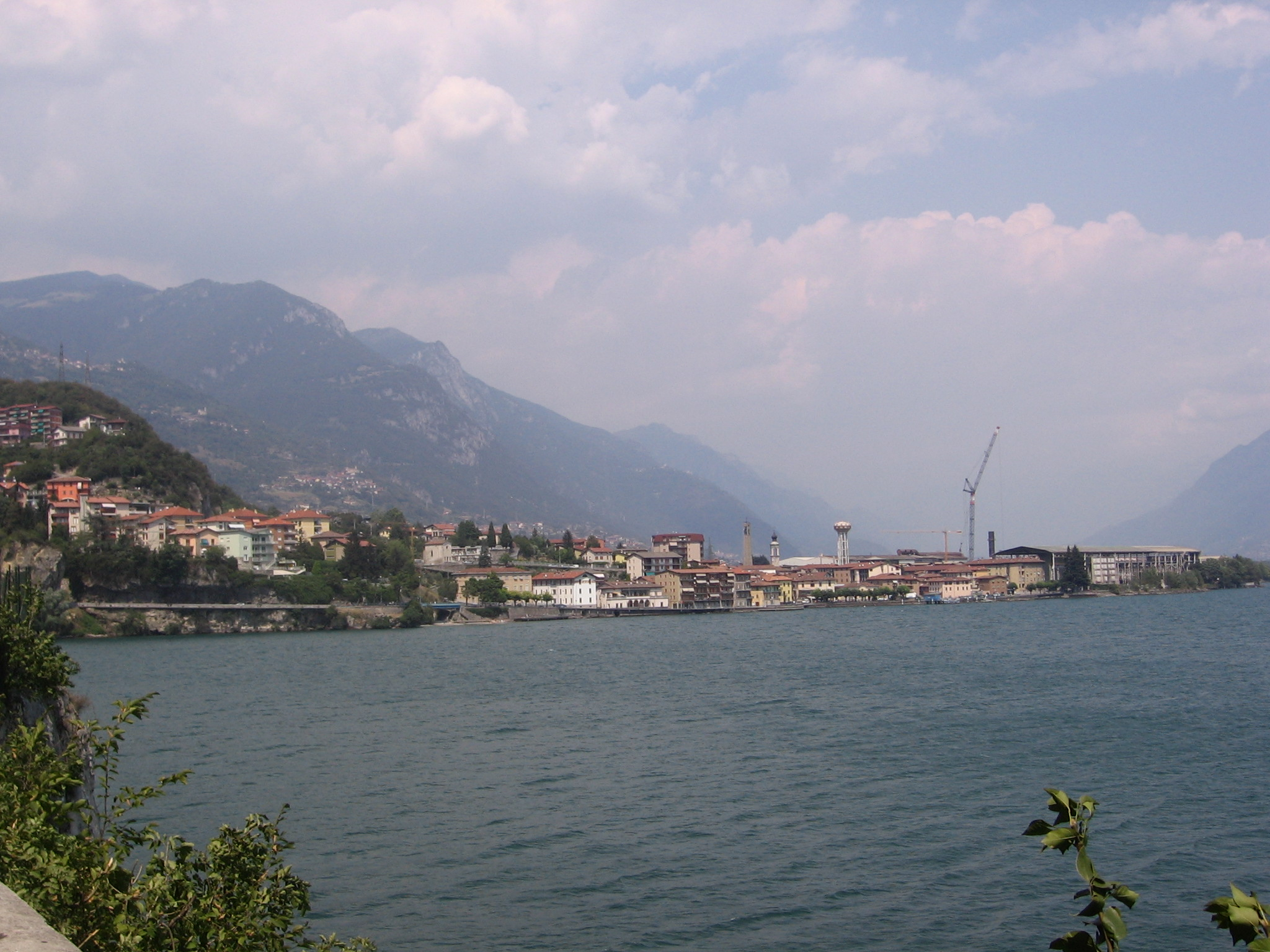
Castro
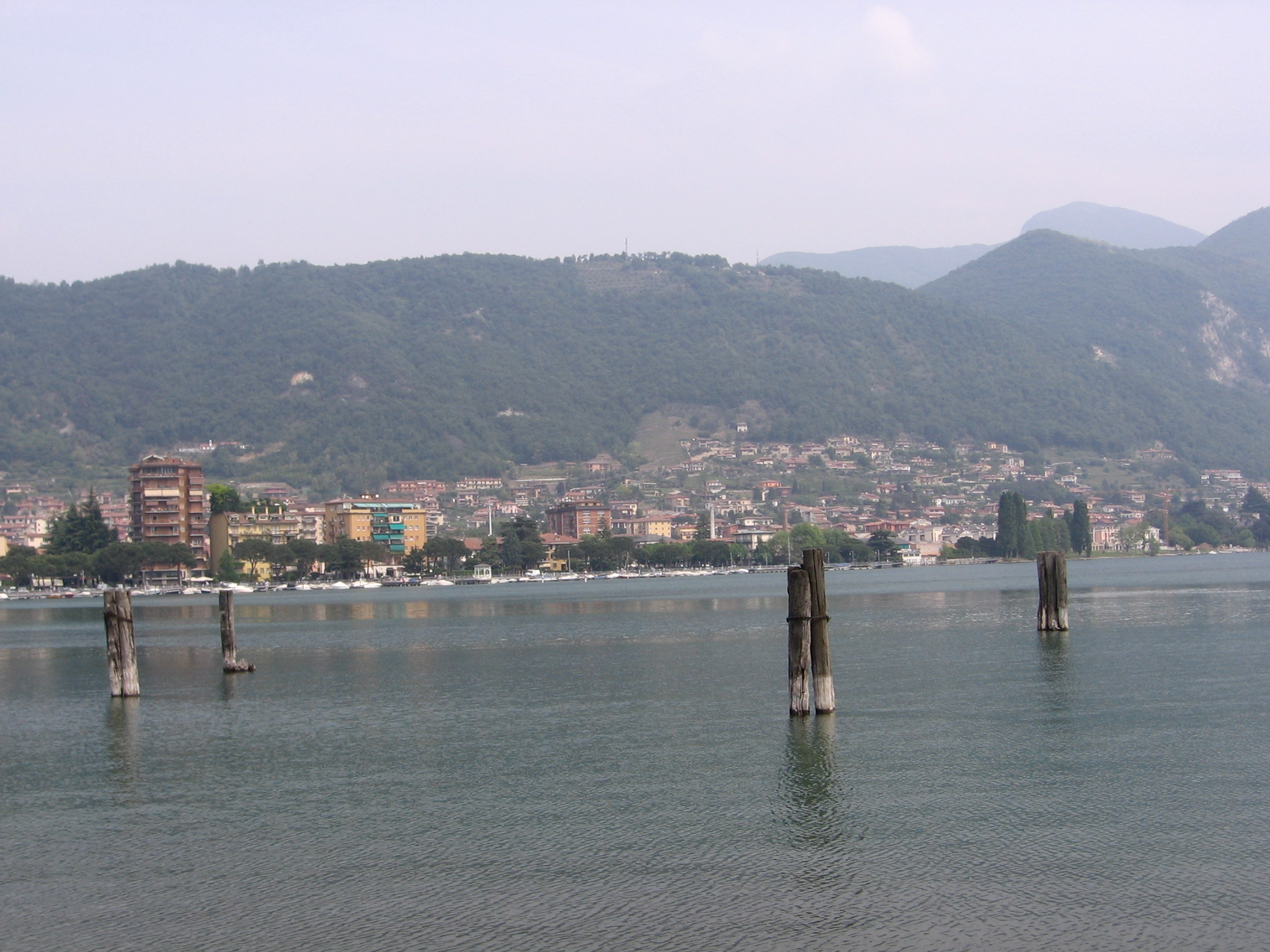
Sarnico
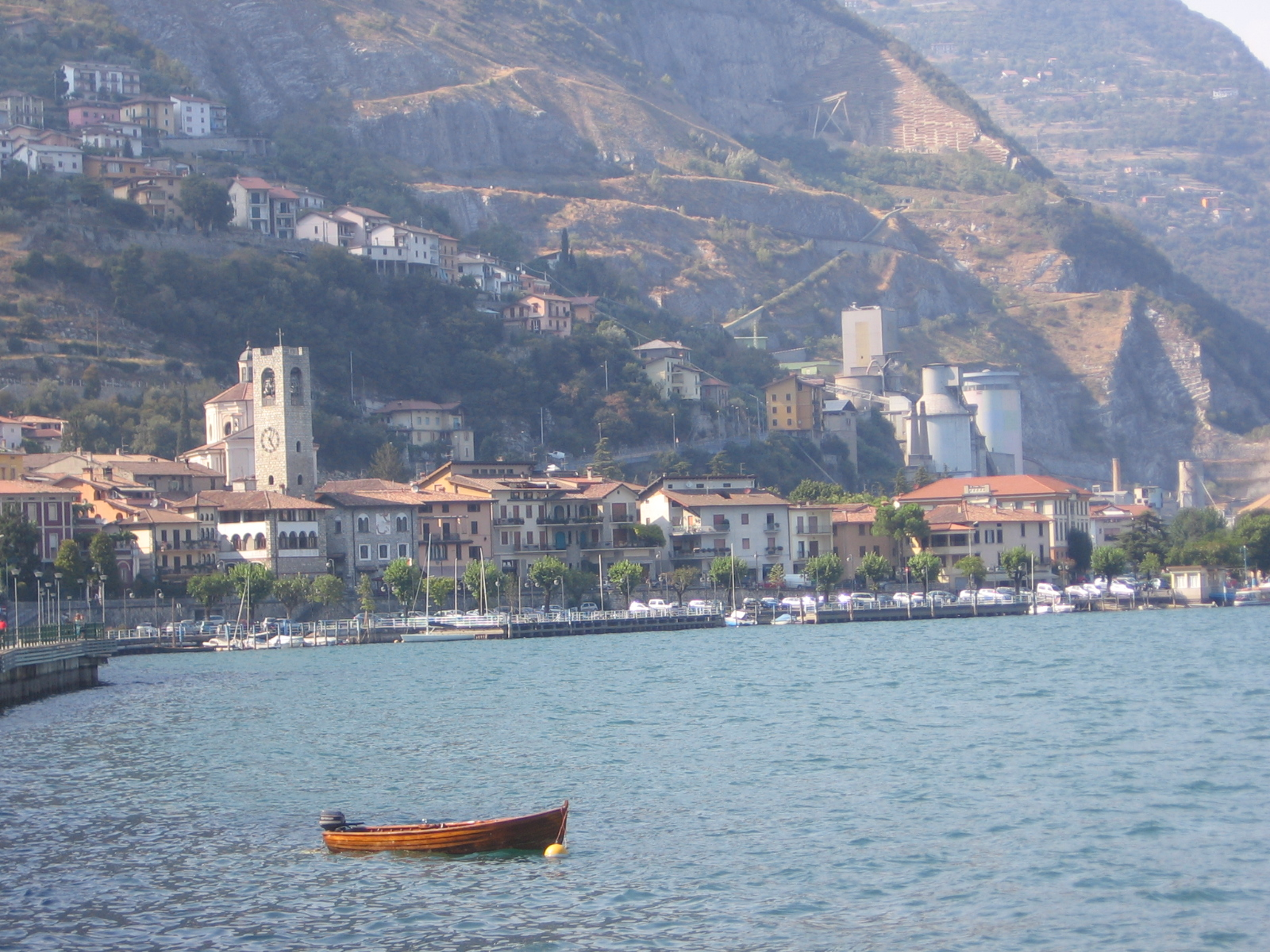
Tavernola Bergamasca, met rechts de cementfabriek